# ملاحظات ترجمة فورية
ملاحظات الترجمة الفورية يتم استخدامها من قِبل بعض المترجمين الفوريين، الذين يعبرون مرة أخرى عن التواصل الشفهي (مثل الخطابات) كليًا أو جزئيًا. ويمكن استخدام مثل هذه الملاحظات عندما يعمل المترجم الفوري في "وضعية الترجمة التتابعية."
وملاحظات الترجمة الفورية ليست جزءًا من أي نظام رسومي تقليدي، ولمستخدميها حرية تطوير التقنيات الخاصة بهم. ومع ذلك، من شأن بعض القواعد الأساسية أن تسهل تسجيل التفاصيل من أجل مساعدة المترجم الفوري في مواكبة الكميات الكبيرة من المعلومات.

## النظرية
ليس الغرض من ملاحظات الترجمة الفورية ترجمة الكلام حرفيًا. وملاحظات الترجمة الفورية ليست شكلاً من أشكال الاختزال. إن الغرض من هذه الملاحظات هو كتابة الحد الأدنى من الملاحظات التي، في لمحة سريعة، تثير في عقل المترجم الفوري القصد من التواصل الشفهي؛ بحيث يمكن إعادة التعبير عنها بلغة مختلفة.
وليس من الملائم توثيق خطاب بطريقة الاختزال، حيث إن هذا من شأنه أن يؤدي إلى ازدواجية المهام.

## الممارسة

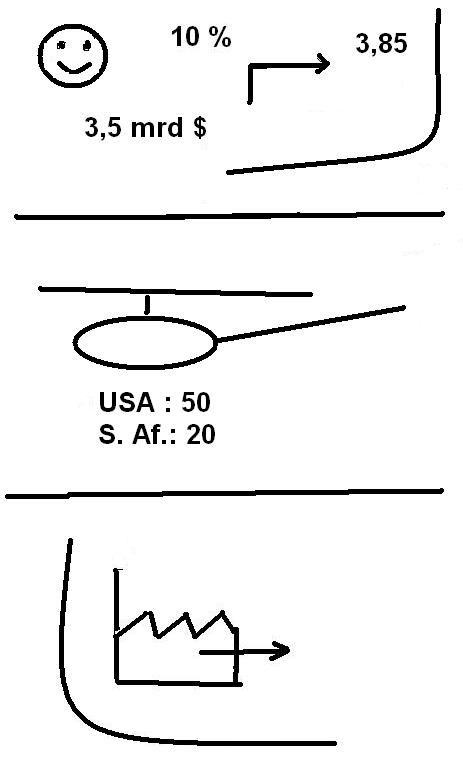
ملاحظات الترجمة الفورية النموذجية.

يجب أن ينصت المترجم الفوري بأقصى قدر من التركيز للمتحدث ويدون فقط المعلومات التي يراها كافية لنقل المعنى. ويجب الاحتفاظ بالأرقام وأسماء وألقاب الأشخاص في الترجمة الفورية.
وعادة ما تتم كتابة ملاحظات الترجمة الفورية في مفكرة مع فصل كل ملحوظة عن الأخرى بواسطة خط أفقي. وبعد ترجمة الجملة بمساعدة الملحوظة، يقوم المترجم الفوري بشطبها. وهذا له تأثير نفسي مهم - وهو مشابه لمحو البيانات من جهاز كمبيوتر.
ويتعين على المترجم الفوري فك شفرة ملاحظاته وإعادة التعبير عن محتواها باللغة المترجم إليها. ومع اتباع تحليل الكلام، يمكن للمترجم الفوري كتابة المعلومات في ملخص.

### الرموز
الرموزهي أداة مهمة يستخدمها المترجمون الفوريون. على سبيل المثال، قد يشير الحرف "E" مقلوبًا على جنبه (مثل الحرف السريلي sha, Ш) إلى Europe (أوروبا). ويمكن للمرء تحديد ما إذا كانت أوروبا الشرقية أو الغربية أو الوسطى هي المقصودة من خلال وضع خط مائل على الجزء التصاعدي ذي الصلة. والشريط الأفقي مع شريطين عموديين أسفل هذا الحرف قد يمثلون جدولاً، والذي يشير إلى اجتماع أو مؤتمر. ووضع قوس قبل حدث ما يشير إلى أن الحدث سوف يحدث في المستقبل والعكس بالعكس.
وترتبط هذه الرموز بنظام أسهم وأقواس توضح بنية الجملة المطلوب ترجمتها. وباستخدام هذا النظام، يمكن للمرء أن يلاحظ، على سبيل المثال، أن جملة الأرقام والأعداد زادت أو نقصت بنسبة معينة (حسب اتجاه السهم).
على سبيل المثال، يمكن ترجمة الملاحظات الموجودة في الرسم التوضيحي لتعني :
يسعدنا جدًا أن نبلغكم بشأن زيادة هامة في عائدات شركتنا، التي ارتفعت بنسبة 10 في المائة من 3.5 إلى 3.85 مليار دولار.(*) وهذا يعود لتحقيق مبيعات هائلة لطائرات الهليكوبتر. واشترت الولايات المتحدة الأمريكية 50 في حين اشترت جنوب إفريقيا 20 طائرة. وعلى الجانب الآخر، يجب علينا نقل أجزاء من إنتاجنا في هذه البلدان.   (يُطلق على بليون (bn) مليار (mrd أو Md) في معظم اللغات.)*
وقد صاغ بعض المترجمين الفوريين أنظمة كاملة من الاختصارات، التي تتضمن جميع الألقاب الأكاديمية والألقاب الإدارية والرتب العسكرية وما إلى ذلك. وينطوي هذا النظام على عيب ألا وهو أنه، مثل الاختزال، قد يكون مفيدًا فقط للغة معينة.

## قائمة المصادر
- Andres, Dorte: Konsekutivdolmetschen und Notation. 2000, ISBN 3-631-39856-5
- Gillies, Andrew: Note-taking for Consecutive Interpreting. 2005, ISBN 1-900650-82-7
- Jones, Roderick: Conference Interpreting Explained. 1998, ISBN 1-900650-57-6
- Matyssek, Heinz: Handbuch der Notizentechnik für Dolmetscher. Ein Weg zur sprachunabhängigen Notation. 1989, ISBN 3-87276-616-3
- Roth, Daniel: Die Redeschrift. Ein Übungsheft für Dolmetscher. Grundlagen und sprachenübergreifende Symbole. 2018, ISBN 9783746775524
- Rozan, Jean-François: La Prise de Notes en Interprétation Consécutive. 1956, ISBN 2-8257-0053-3
- Seleskovitch, Danica: Langage, langues et mémoires.1975, ISBN 2-256-90752-X
- Snell-Hornby, Mary=/Hönig, Hans G./Kußmaul, Paul/Schmitt, Peter A.: Handbuch Translation. 1999, ISBN 3-86057-995-9

## وصلات خارجية
- Note-taking for Consecutive Interpreting (Interpreter Training Resources)